# Xe trượt lòng máng tại Thế vận hội Mùa đông 2018 - Vòng loại
Dưới đây là các tiêu chí, quy tắc vòng loại của môn xe trượt lòng máng tại Thế vận hội Mùa đông 2018.

## Quy tắc loại
Có tối đa 170 suất cho các vận động viên thi đấu tại đại hội (130 nam và 40 nữ). Việc xét loại dựa trên bảng xếp hạng thế giới ngày 14 tháng 1 năm 2018 (sự kiện cúp thế giới thứ 7 trong mùa giải ở St. Moritz). Các tay đua phải thi đấu ở năm cuộc đua khác nhau tại ba đường đua khác nhau trong mùa giải Bobsleigh World Cup 2016-17 hoặc 2017-18. Mỗi châu lục (châu Phi, châu Mỹ, châu Á, châu Âu và châu Đại Dương) và chủ nhà được phép cử một đội đua nếu họ đáp ứng các tiêu chí đó. Mỗi nội dung của nam sẽ có 30 đội đua (tối đa ba quốc gia có ba đội đua và sáu quốc gia có hai đội đua). Nội dung của nữ sẽ có 20 đội đua (tối đa hai quốc gia có ba đội đua, bốn quốc gia có hai đội đua). Theo luật nữ giới được phép tham dự nội dung "4-người" nhưng không ai tham gia.

## Phân bổ suất
Dưới đây là bảng phân bổ suất của IBSF. Con số bên cạnh các quốc gia là thứ hạng của họ.
| Quốc gia                     | Hai người nam | Bốn người nam | Hai người nữ | VĐV |
| ---------------------------- | ------------- | ------------- | ------------ | --- |
| Úc                           | 1             | 1             |              | 4   |
| Áo                           | 2             | 2             | 2            | 12  |
| Bỉ                           |               |               | 2            | 4   |
| Brasil                       | 1             | 1             |              | 4   |
| Canada                       | 3             | 3             | 3            | 18  |
| Trung Quốc                   | 2             | 1             |              | 6   |
| Croatia                      | 1             | 1             |              | 4   |
| Cộng hòa Séc                 | 2             | 2             |              | 8   |
| Pháp                         | 1             | 1             |              | 5   |
| Đức                          | 3             | 3             | 3            | 18  |
| Anh Quốc                     | 1             | 2             | 1            | 10  |
| Ý                            |               | 1             |              | 4   |
| Jamaica                      |               |               | 1            | 2   |
| Latvia                       | 2             | 2             |              | 8   |
| Monaco                       | 1             |               |              | 2   |
| Nigeria                      |               |               | 1            | 2   |
| Ba Lan                       | 1             | 1             |              | 4   |
| România                      | 1             | 1             | 1            | 7   |
| Vận động viên Olympic từ Nga | 2             | 1             | 2            | 10  |
| Hàn Quốc                     | 1             | 1             | 1            | 6   |
| Thụy Sĩ                      | 2             | 2             | 1            | 10  |
| Hoa Kỳ                       | 3             | 3             | 2            | 16  |
| Tổng: 22                     | 30            | 29            | 20           | 164 |

### Hai người nam
Xếp hạng theo quốc gia.
| Số đội | Số nước | Số VĐV | Nước |
| ------ | ------- | ------ | --- |
| 3      | 3       | 18     | Đức 7 · Canada 9 · Hoa Kỳ 13                                                                               |
| 2      | 6       | 24     | Latvia 11 · Vận động viên Olympic từ Nga 15 · Thụy Sĩ 16 · Áo 29 · Trung Quốc 31 · Cộng hòa Séc 36         |
| 1      | 9       | 18     | Ba Lan 17 · Pháp 22 · Monaco 24 · România 30 · Brasil 34 · Úc 35 · Anh Quốc 37 · Croatia 39 · Hàn Quốc 441 |
| 30     | 18      | 60     | |

1. ^  Hàn Quốc là chủ nhà.

### Bốn người nam
| Số đội | Số nước | Số VĐV | Nước |
| ------ | ------- | ------ | --- |
| 3      | 3       | 36     | Đức 4 · Canada 16 · Hoa Kỳ 19 |
| 2      | 5       | 40     | Latvia 9 · Anh Quốc 12 · Áo 27 · Thụy Sĩ 30 · Cộng hòa Séc 32 |
| 1      | 10      | 40     | Vận động viên Olympic từ Nga 85 · Pháp 14 · Brasil 21 · Ý 23 · Trung Quốc 25 · Croatia 28 · Hà Lan 351 · Slovakia 362 · România 412 · Úc 423 · Ba Lan 431 · Hàn Quốc 474 |
| 29     | 18      | 116    | |

1. ^  Hà Lan từ chối suất. Ba Lan thay thế.
2. ^  Slovakia bị buộc phải bỏ cuộc vì tay đua duy nhất của họ không đủ tiêu chuẩn dự Olympic. România thay thế.
3. ^  Úc có suất với tư cách đại diện của châu lục.
4. ^  Hàn Quốc là chủ nhà.
5. ^  Nga trả lại một suất.[3]

### Hai người nữ
| Số đội | Số nước | Số VĐV | Nước                                                                                    |
| ------ | ------- | ------ | --------------------------------------------------------------------------------------- |
| 3      | 2       | 12     | Đức 7 · Canada 8                                                                        |
| 2      | 4       | 16     | Hoa Kỳ 4 · Áo 15 · Vận động viên Olympic từ Nga 16 · Bỉ 20                              |
| 1      | 6       | 12     | Thụy Sĩ 12 · Anh Quốc 13 · Jamaica 18 România 192 · Hàn Quốc 231 · Úc 362 · Nigeria 443 |
| 20     | 12      | 40     |                                                                                         |

1. ^  Hàn Quốc là chủ nhà.
2. ^  Úc có suất với tư cách đại diện của châu lục nhưng sau đó từ chối suất.[7] România thay thế.[3]
3. ^  Nigeria có suất với tư cách đại diện của châu lục dựa trên quy định 4.1 của IBSF.[8]